# ماساتسوجو كاواشي
ماساتسوجو كاواشي (مواليد 25 نوفمبر 1985) هو ملاكم ياباني، مثّل بلاده في الألعاب الأولمبية الصيفية 2008.

## روابط خارجية
ماساتسوجو كاواشي على موقع بوكس ريك (الإنجليزية) (registration required)
- ماساتسوجو كاواشي على موقع اللجنة الأولمبية الدولية (الإنجليزية)
- ماساتسوجو كاواشي على موقع أوليمبيديا (الإنجليزية)